# Армянская улица (Кишинёв)
Армянская улица (рум. Strada Armenească) — улица в историческом центре города Кишинёва. Улица начинается с улицы Алексея Матеевича и заканчивается улицей Кожокарилор.   
Улицу Армянскую пересекают улицы Александра Бернардацци, Михаила Когэлничану, Алексея Щусева, Букурешть, 31 августа 1989 года, Стефана Великого, Митрополита Варлаама, Колумна, Александра Доброго, Октавиана Гоги. C нечётной стороны улицы Армянской начинается улица Вероники Микле, а также к ней примыкает Центральный рынок. В начале улицы находится Армянское кладбище.  
Вдоль улицы расположены ряд архитектурных и исторических памятников, а также административные здания.  
До 1918 года улица носила название Армянская в честь армян живших здесь в прошлом. В период румынского владычества с 1918 по 1924 год носила название Четатя Албэ, а с 1924 по 1940 год — Маршала Пьетро Бадольо.  